# Ellen (Niederzier)
Ellen (Dürener Platt Elle) ist ein südöstlicher Ortsteil von Niederzier im Kreis Düren.

## Geographie
Ellen liegt zwischen Oberzier und Düren-Arnoldsweiler. Westlich fließt der Ellebach am Ort vorbei, unmittelbar östlich liegt der Braunkohle-Tagebau Hambach. Nach heutiger Planung wird dort nach 2090 Deutschlands tiefster See entstehen, dessen Volumen nur noch vom Bodensee übertroffen würde.

## Geschichte
Von 1190 bis 1802 bestand in Ellen ein Kloster der Prämonstratenserinnen. Hier war Leonhard Goffiné als Kaplan tätig. Auch zu Ellen wurden um 1635, bei Annäherung eines Gewitters, die Kirchenglocken geläutet. Dann musste das Kloster die Schwerste, der Dummermondshof (Tummermuthshof), die Mittlere und der Küster (Offermann) die Kleinste läuten lassen. Die Brüder Johann Heinrich und Arnold Werner von Dummermond (Tummermuth/Dummermoedt) verkaufen 1640 einen Morgen Busch in Ellen für 31 Taler a 8 Mark 4 Alber dem Kloster. 1650 verkaufte die Familie Tummermuth in Ellen, das Gut Dummermondshof (Thummermuthshof) dem Schultheißen des Hambacher Dingstuhls, Leo von Berg.
Ab 1794 stand das linke Rheinufer und somit auch Ellen unter französischer Herrschaft. Zwischen 1798 und 1814 gehörte Ellen zur Mairie Arnoldsweiler im Département de la Roer. In der Bevölkerungsliste des Jahres 1799 werden für Ellen 285 Einwohner und ein Bestand von 72 Häusern ausgewiesen.
Von 1961 bis zur Eingemeindung 1972 lautete die Postleitzahl „5161 Ellen (über Düren)“, von 1972 bis 1993 „5162 Niederzier 3“, seitdem „52382 Niederzier“.
Am 1. Januar 1972 wurde Ellen nach Niederzier eingemeindet.

## Bürgewald
Ellen gehört zu den so genannten Bürgewaldgemeinden, die Rechte am Bürgewald besaßen. Dies ist der Legende nach dem heiligen Arnold von Arnoldsweiler zu verdanken, durch den legendären „Ritt um den Bürgewald“. Hauptort der Bürgewaldgemeinden ist Arnoldsweiler.

## Kirche

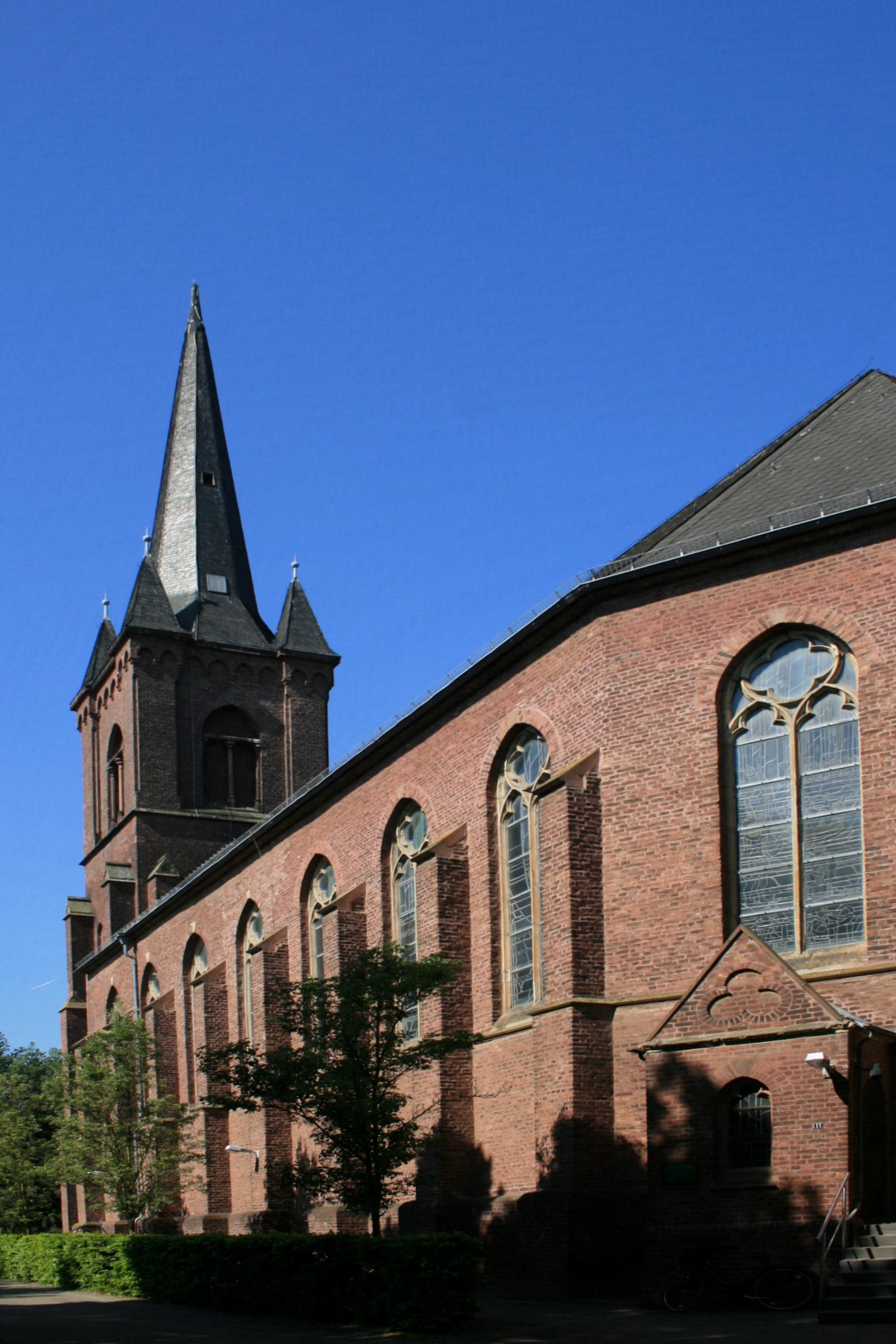
St. Thomas von Canterbury in Ellen

St. Thomas von Canterbury ist die römisch-katholische Pfarrkirche von Ellen.

## Verkehr
Die nächste Autobahn-Anschlussstelle ist Merzenich/Niederzier an der A 4.
Die nächsten Bahnhöfe sind Düren an der Schnellfahrstrecke Köln–Aachen, Huchem-Stammeln an der Bahnstrecke Jülich–Düren und die Haltestelle Merzenich der S 12/S 13 (Düren-Köln/Düren-Flughafen Köln/Bonn).
Rurtalbus verbindet den Ort durch die AVV-Buslinien 209, 234, 235, 236, 238 und SB 35 mit den Nachbarorten sowie mit Niederzier, Düren und Jülich. Bis zum 31. Dezember 2019 wurde der Busverkehr von der Dürener Kreisbahn und vom BVR Busverkehr Rheinland betrieben. Zudem verkehrt die Nachtbuslinie N1.
| Linie | Verlauf |
| ----- | --- |
| 209   | Düren Kaiserplatz – StadtCenter – Bahnhof/ZOB – Birkesdorf – Arnoldsweiler – Ellen (← Merzenich Poolplatz ← Valdersweg)                                               |
| 234   | (Ellen – Oberzier – Niederzier – Hambach) / (Huchem-Stammeln – Selhausen) – Krauthausen – (Schophoven –) Merken – Inden/Altdorf (– Lucherberg)                        |
| 235   | (Verstärkerfahrten) Girbelsrath – Merzenich – Ellen – Oberzier – Niederzier – Hambach – Stetternich – Jülich Neues Rathaus – Walramplatz                              |
| 236   | Düren Kaiserplatz – StadtCenter – Bahnhof/ZOB – Birkesdorf – Huchem-Stammeln – Oberzier – Niederzier – Ellen – Arnoldsweiler – Merzenich Poolplatz – Merzenich Schule |
| 238   | Düren Bf/ZOB – StadtCenter – Arnoldsweiler – Ellen – Oberzier – Niederzier (– Berg) – Hambach – Stetternich – Jülich Bf/ZOB – Jülich Neues Rathaus – Walramplatz      |
| SB35  | Schnellbus: Merzenich Bf – Ellen – Oberzier – Niederzier – Hambach – Forschungszentrum Jülich                                                                         |
| N1    | Nachtbus: nur in den Nächten Fr/Sa und Sa/So Düren Bf/ZOB → Kaiserplatz → Birkesdorf → Huchem-Stammeln → Jülich → Niederzier → Arnoldsweiler                          |

## Vereine
- KG Grieläächer Ellen 1956 e. V.
- Sankt-Thomas-Schützenbruderschaft 1550 Ellen e. V.
- Maigesellschaft „Lustige Buben“ Ellen e. V. gegr. 1923
- Theaterverein Frohsinn Ellen
- Kapellenbauverein Ellen
- SV Viktoria Ellen 1925 e. V.
- Ellener Dorfmusik – Bläsergruppe Ellen 1982 e. V.
- Dorfforum Ellen

## Werner Thummermuth
(* 16. Jahrhundert in Ellen; † 3. Februar 1636 im Kloster Tönisstein)
Der Kölner Advokat aus der Ritterschaft und Franziskanermönch, Dr. Werner Thummermuth, geboren in Ellen, veröffentlichte 1632 das Buch: Krumstab schleußt niemand aus. Wegen der darin geäußerten Kritik, der Benachteiligung von Frauen im Lehnswesen, wurde das Buch sofort beschlagnahmt. 1718 und 1738 erfolgte in Köln, von Johann Paul Kress, ein Nachdruck des Buches unter dem Titel: Krummstab schleust niemand auß, hoc est votiva relatio compromissi feudalis inter reverendissimum et serenissimum illustrissi mumque principem et dominum Ferdinandum Archi-Episcopum Coloniensem. Hauptwerk und 7 Anhänge in 1 Band.